# لوسسوو (گوتسکوو)
لوسسوو (به آلمانی: Lüssow) یک منطقهٔ مسکونی در آلمان است که در گوتسکو واقع شده‌است. لوسسوو ۱۷۹ نفر جمعیت دارد.